# Логічна бомба
Логічна бомба (англ. Logic bomb) — програма, яка запускається за певних часових або інформаційних умов для здійснення зловмисних дій (як правило, несанкціонованого доступу до інформації, спотворення або знищення даних).
Багато шкідливих програм, такі як віруси або черв'яки, часто містять логічні бомби, що спрацьовують у заздалегідь визначений час (логічні бомби з годинниковими механізмами) або при виконанні певних умов, наприклад, у п'ятницю 13-го, день сміху або в річницю аварії на Чорнобильській АЕС (вірус CIH).
До логічних бомб як правило відносять код, який призводить до не повідомлених заздалегідь наслідків для користувачів. Таким чином, вимкнення після завершення встановленого періоду певної функціональності або закінчення роботи умовно-безкоштовних програм не вважається логічною бомбою.

## Версія про логічне бомбардування Транссибірського трубопроводу
Вважалось, що інцидент на Транссибірському трубопроводі в 1982 році трапився через логічну бомбу. (Пізніше було повідомлено, що ця історія може бути обманом). Повідомлялось, що КГБ викрав плани складної системи управління та її програмного забезпечення в канадської фірми, для використання на сибірському трубопроводі. ЦРУ, знаючи про це з досьє агента Farewell, заклало в програму логічну бомбу.

## Успішні логічні бомби
- У жовтні 2005, Марк Русинович виявив, що Sony BMG заклала логічну бомбу в свої CD, з яких, без повідомлення і дозволу користувачів, на їхні комп'ютери встановлювалось небезпечне програмне забезпечення. Ця програма відстежувала і повідомляла про звички клієнта щодо прослуховування та змінювала доступ операційної системи до обладнання. Шляхи віддаленого доступу, відкриті троянцем, були незахищені, і могли використовуватися іншими шкідливими програмами. Було розповсюджено приблизно 22 мільйони таких компакт-дисків.[4]
- В червні 2006 Роджер Дуроніо, системний адміністратор UBS, був звинувачений у використанні логічної бомби з метою завдати шкоди комп'ютерній мережі компанії, а також у шахрайстві з цінними паперами за його невдалий план знищення акцій компанії активацією логічної бомби.[5][6] Пізніше Дуроніо був визнаний винним і засуджений до 8 років і 1 місяця ув'язнення, а також до 3,1 млн доларів відшкодування UBS.[7]
- 20 березня 2013, під час атаки проти Південної Кореї, внаслідок дії логічної бомби було «стерто жорсткі диски і головні завантажувальні записи одночасно принаймні в 3 банках та 2 медійних компаніях.»[8][9] Symantec повідомила, що програма містила компонент, здатний очищувати Linux-машини.[10][11]

## Цікаві факти
- «АВТОВАЗ» став першим підприємством в СРСР, на якому в листопаді 1982 року з допомогою логічної бомби в комп'ютерній програмі (автор — програміст УВП), було зупинено складальний конвеєр.[12]